# Península de Almina
Península de Almina – półwysep wcinający się w wody Morza Alborańskiego w jego zachodniej części, należy do hiszpańskiej enklawy w Maroku, Ceuty. U wybrzeżu leży wyspa Isla de Santa Catalina.